# Portrait d'homme de 1456
Le Portrait d'homme, comportant la date de 1456, est un tableau attribué au peintre Barthélemy d'Eyck. Il est conservé au Liechtenstein Museum de Vienne.

## Attribution
On ne connaît rien de l'histoire du portrait, ignorant tout du personnage représenté, si ce n'est qu'il entre dans les collections de Charles II de Liechtenstein en 1677. Le tableau est d'abord attribué à Andrea Mantegna, ou Hans Burgkmair ou au maître de Jouvenel des Ursins. À partir de 1873, plusieurs historiens de l'art allemands l'attribuent à Jean Fouquet. C'est le cas notamment lors de l'exposition des Primitifs français de 1904 au pavillon de Marsan (palais du Louvre). Il est alors exposé à côté d'un autre tableau : L’Homme au verre de vin, actuellement conservé au musée du Louvre, lui aussi attribué à Jean Fouquet,. 
Cependant, Georges Hulin de Loo, historien de l'art flamand, conteste l'attribution à Fouquet dès 1906 et y voit, pour les deux tableaux de l'exposition, plutôt un « disciple avoué, manifeste, incontestable exclusif et direct de Johannes [van Eyck] qui aurait pu se fixer en Bourgogne ou en Provence ». Soit le parcours de Barthélemy d'Eyck, formé dans l'entourage de Jan van Eyck et  passé par Dijon et la Provence. Des « traces de francisation » le font selon lui se rapprocher de l'auteur du Triptyque de l'Annonciation d'Aix, notamment par la teinte des chairs et le dessin des ongles. Cependant, Hulin de Loo le désigne sous le nom de « Maître de 1456 ». Une autre hypothèse, toujours pour les deux tableaux, est émise en 1910 par Salomon Reinach qui y voit plutôt la main d'un peintre portugais, Nuno Gonçalves, qui est peut-être entré en contact avec Jan van Eyck vers 1428,. 
Malgré l'hostilité de Charles Sterling, Dominique Thiébaut, conservateur en chef au département des peintures du musée du Louvre, reprend l'hypothèse d'un peintre provençal et avance le nom de Barthélemy d'Eyck, peintre actif à la cour du roi René d'Anjou. À l'inverse, il est admis que L’Homme au verre de vin du Louvre n'est pas de la même main que le portrait de 1456. Depuis, cette attribution au peintre de René d'Anjou est généralement admise, parfois avec un point d'interrogation comme lors d'une exposition à Bruges en 2002,.